# In a Sentimental Mood
 (novembre 2012).
Si vous disposez d'ouvrages ou d'articles de référence ou si vous connaissez des sites web de qualité traitant du thème abordé ici, merci de compléter l'article en donnant les références utiles à sa vérifiabilité et en les liant à la section « Notes et références ».
In a Sentimental Mood est un morceau de jazz composé par Duke Ellington en 1935. Ellington et son orchestre l'ont enregistré la même année. Les paroles ont été écrites par la suite par Irving Mills et Manny Kurtz .
Ballade très sophistiquée, modèle du genre qui ne tardera à devenir un des standards les plus joués du répertoire jazz. L’anecdote rapportée par Ellington lui-même, raconte que ce morceau fut composé pour mettre fin à la dispute d’un de ses amis avec deux femmes qu’il plaça aux deux extrémités du piano. 
In a Sentimental Mood utilise une technique musicale appelée le contrepoint. La structure de la pièce est AABA de 32 mesures. La tonalité originale est Fa majeur pour les A et Ré bémol majeur pour le B. 
En septembre 1962, Duke Ellington en a enregistré une version plus intimiste, avec le saxophoniste John Coltrane, pour l'album Duke Ellington & John Coltrane. 

## Reprises
Cette composition est devenue un véritable standard, repris par de nombreux artistes, parfois en chanson, dont : 
- Billy Eckstine (version chantée)
- Phyllis Hyman (version chantée)
- Ella Fitzgerald (version chantée) sur son album Ella Fitzgerald sings The Duke Ellington Songbook (1957)
- Sarah Vaughan (version chantée) sur son album Duke Ellington Songbook (1980)
- Art Tatum, pianiste, sur son album Over The Rainbow (1954)
- Oscar Peterson, pianiste, notamment sur son album Oscar Peterson plays Duke Ellington (1952), mais aussi dans son concert à la Salle Pleyel avec Joe Pass, ayant fait l'objet d'un enregistrement live (publié en 1975)
- Bill Evans, pianiste, sur son album Time Remembered (1963), puis sur Eloquence (1982)
- Stan Getz
- Django Reinhardt, guitariste
- Lucky Thompson
- Jay McShann
- Benny Goodman, clarinettiste et chef de band
- Pedro Rossi
- Joe Jackson
- Billy Joel, chanteur pop
- Nancy Wilson
- Dr. John, pianiste
- Sonny Rollins
- Michael Brecker (Steps Ahead)
- Daniel Barenboim
- Edvard Sađil
- Larry Coryell sur son album Inner Urge (2001)[4],[5]
- Roseanna Vitro sur son album Reaching for the Moon (1991)
- Rob Mullins[6],[7], Archie Shepp, Jessica Williams et Alex Bugnon[8],[9]
- Mark Isham et Kate Ceberano sur leur album Bittersweet (2009)
- Michel Petrucciani, pianiste, sur son album Promenade with Duke (1993) reprenant les standards de Duke Ellington
- Didier Lockwood, violoniste, sur son album Tribute to Stéphane Grappelli (2000)